# Albert Brooks
Albert Brooks (nacido como Albert Lawrence Einstein; Beverly Hills, California, 22 de julio de 1947) es un actor y director de cine estadounidense, nominado para los premios Oscar en 1987 como mejor actor de reparto por la película Broadcast News.

## Biografía

### Primeros años
Brooks nació como Albert Lawrence Einstein el 22 de julio de 1947 en una familia judía del mundo del espectáculo en Beverly Hills, California, hijo de la actriz y cantante Thelma Leeds y de Harry Parke (cuyo verdadero apellido era Einstein), un comediante de radio que participó en el programa de Eddie Cantor. Sus hermanos son el actor de comedia Bob Einstein (1942-2019), más conocido por su seudónimo "Super Dave Osborne" o Marty Funkhouser en Curb your enthusiasm y Cliff Einstein, un socio de la agencia Dailey & Associates, de Los Ángeles. Brooks es judío y asistió a la escuela Beverly Hills High School. Además, creció en un vecindario del mundo del espectáculo al sur de California, y tuvo como compañeros de escuela a Richard Dreyfuss y Rob Reiner.

### Carrera
Brooks cursó sus estudios superiores en el Carnegie Tech en Pittsburgh, pero abandonó su carrera después de dedicarse durante un año a su carrera como cómico. A la edad de 19 años, había cambiado su nombre profesional a Albert Brooks, bromeando diciendo que "el verdadero Albert Einstein cambió su nombre para sonar más inteligente". Comenzó su carrera, que lo convirtió en un exponente reconocido de la comedia en vivo a finales de los años 60 y principios de los años 70. Brooks tuvo un papel en la serie de la NBC Tonight Show, cuyo protagonista era Johnny Carson. Su personaje, un cómico nervioso, narcisista, egocéntrico e irónico fue la influencia de otros cómicos de su época, tales como Steve Martin, Martin Mull y Andy Kaufman.
Después de lanzar a la venta dos exitosos álbumes de comedia, Comedy Minus One (1974) y A Star is Bought (1975), el cual fue nominado a los premios Grammy, Brooks dejó la comedia en vivo para dedicarse a producir películas. Su primer cortometraje, The Famous Comedians School, era un corto satírico que fue emitido por la PBS, y fue uno de los primeros documentales cómicos en producirse. 
En 1975, dirigió seis segmentos de la sexta temporada de Saturday Night Live, de la NBC:
- ad:11/10/75 h:George Carlin - noticias improbables
- ad:18/10/75 h:Paul Simon - películas sin éxito
- ad:25/10/75 h:Rob Reiner - cirugía de corazón
- ad:8/11/75 h:Candice Bergen - para la temporada siguiente
- ad:13/12/75 h:Richard Pryor / Gil Scott-Heron - enfermo
- ad:9/1/76 h:Elliott Gould / Anne Murray - animador

En 1976, hizo un papel en la película Taxi Driver, de Martin Scorsese (Scorsese le permitió a Brooks improvisar la mayor parte de su diálogo). El papel hizo que Brooks tomara la decisión de mudarse a Los Ángeles para entrar de lleno en el negocio del cine. En una entrevista, Brooks mencionó una conversación que tuvo con el escritor de Taxi Driver, Paul Schrader, en la cual Schrader dijo que el personaje de Brooks era el único que no había podido "entender" de la película. Brooks encontró divertido el comentario, ya que su personaje, el antihéroe, era un psicótico solitario. 
Brooks dirigió su primer largometraje, Real Life, en 1979. La película, la cual trata de una típica familia de los suburbios que trata de ganar un premio Oscar y un Nobel, fue una parodia del documental An American Family, de la PBS. Brooks también tuvo un cameo breve en la película Private Benjamin (1980), cuyo protagonista fue Goldie Hawn.

### 1980-1990
Durante los años 1980 y los años 90, Brooks coescribió (junto a Monica Johnson), dirigió y protagonizó series de comedia bien recibidas por las críticas, haciendo variantes de sus personajes neuróticos y obsesivos. Entre ellas se incluyen Modern Romance, de 1981, en la cual Brooks personificó a un productor desesperado por reconquistar a su novia (Kathryn Harrold). La película fue estrenada en pocas salas de cine en los Estados Unidos, y finalmente logró una recaudación de tres millones de dólares, pero tuvo críticas positivas. Una de los críticos dijo que "Brooks no tuvo la mejor actuación de su vida, pero sí fue muy divertido". En su película Lost in America (1985), Brooks y Julie Hagerty personificaron a una pareja que cambia su modo de vida y decide vivir en una casa rodante, como siempre habían soñado. El largometraje recibió críticas positivas.
En Defending Your Life (1991), Brooks interpreta a un personaje que vive después de la muerte, y que debe justificar los miedos que tenía cuando era humano. Los críticos apreciaron la química en pantalla de Brooks y Meryl Streep, su coprotagonista. Las películas realizadas posteriormente no tuvieron mucho éxito, pero mantuvieron la calidad de Brooks como productor. Recibió buenas críticas por Mother (1996), en la cual representa a un escritor que vuelve a su pueblo natal para arreglar la relación con su madre (Debbie Reynolds), y por The Muse, de 1999, en la cual Brooks personifica a un escritor de Hollywood que usa los servicios de una musa auténtica (Sharon Stone) para inspirarse.
Brooks también actuó en películas de otros directores y escritores durante los años 80 y 90. Incursionó en el género de terror participando en una de las historias de Twilight Zone: The Movie, personificando a un chófer que recoge a un autoestopista sospechoso (Dan Aykroyd). Por Broadcast News, de James L. Brooks (1987), recibió una nominación para los premios Óscar en la categoría Mejor Actor de Reparto, luego de personificar a un reportero de televisión inseguro y extremadamente ético, quien suele hacer la pregunta retórica "¿No sería este mundo mucho mejor si la inseguridad y la desesperación nos hiciesen más atractivos?" Brooks también recibió críticas positivas por su rol en Out of Sight, de 1998, en donde interpretó a un banquero y exconvicto.

### 2000 en adelante
Brooks recibió críticas positivas por su interpretación de un propietario de una tienda de ropa moribundo, quien traba amistad con la adolescente desilusionada Leelee Sobieski en My First Mister (Educando a J.) (2001). Brooks ha sido estrella invitada en Los Simpson cinco veces durante la serie (siempre bajo el nombre A. Brooks), y es descrito como el mejor invitado en la historia de la serie por IGN, particularmente por su papel como el supervillano Hank Scorpio en el episodio "Sólo se muda dos veces". Brooks continuó su trabajo dando su voz a personajes en la película de Disney y Pixar Buscando a Nemo (2003), como la voz de "Marlin", uno de los protagonistas de la película. 
En 2005, su película Looking for Comedy in the Muslim World generó controversia por su título (el cual puede traducirse como Buscando comedia en el mundo musulmán). Sony Pictures finalmente decidió no emitir la película, ya que si lo hacía debía cambiar el título. Posteriormente, Warner Independent Pictures compró la película y la estrenó en enero de 2006; la película recibió críticas variadas y muchas quejas. En el largometraje, Brooks vuelve a interpretarse a sí mismo, tal como en Real Life; en esta ocasión, se interpreta como un productor contratado por el gobierno de Estados Unidos para que averiguase qué hacía reír a los musulmanes, enviándolo a una gira en la India y en Pakistán. 
En 2007, continuó colaborando en Los Simpson haciendo la voz de Russ Cargill, el principal antagonista en Los Simpson: la película.
Ha sido elegido para interpretar a Len, el suegro de Nancy Botwin, en la serie televisiva Weeds.

### Vida personal
Brooks fue relacionado románticamente con la cantante Linda Ronstadt y las actrices Carrie Fisher, Julie Hagerty y Kathryn Harrold. Está casado con la artista Kimberly Shlain. Se conocieron a través de un amigo en común. Tienen dos hijos, Jacob Eli (n. en 1998) y Claire Elizabeth (n. en 2000).

## Filmografía
| Año       | Título                                 | Papel                | Otros |
| --------- | -------------------------------------- | -------------------- | --- |
| 1975-1976 | Saturday Night Live                    | n/a                  | escritor, director de varios segmentos |
| 1976      | Taxi Driver                            | Tom                  | |
| 1979      | Real Life                              | sí mismo             | escritor, director |
| 1981      | Modern Romance                         | Robert Cole          | escritor, director |
| 1983      | Twilight Zone: The Movie               | Car Driver (Prólogo) | |
| 1984      | Unfaithfully Yours                     | Norman Robbins       | |
| 1985      | Lost In America                        | David Howard         | escritor, director |
| 1987      | Broadcast News                         | Aaron Altman         | - Nominación - Óscar al mejor actor de reparto |
| 1990      | The Simpsons                           | Jacques              | estrella invitada y voz |
| 1991      | Defending Your Life                    | Daniel Miller        | escritor, director |
| 1994      | Dispuesto a todo                       | Burke Adler          | |
| 1994      | The Scout                              | Al Percolo           | escritor |
| 1996      | Mother                                 | John Henderson       | escritor, director |
| 1997      | Critical Care                          | Dr. Butz             | |
| 1998      | Out of Sight                           | Richard Ripley       | |
| 1998      | Dr. Dolittle                           | Jacob el Tigre       | voz |
| 1999      | The Muse                               | Steven Phillips      | escritor, director |
| 2001      | My First Mister                        | Randall 'R' Harris   | |
| 2003      | The In-Laws                            | Jerry Peyser         | |
| 2003      | Buscando a Nemo                        | Marlin el Pez Payaso | voz |
| 2006      | Looking for Comedy in the Muslim World | Himself              | sí mismo, director |
| 2007      | Los Simpson: la película               | Russ Cargill         | voz |
| 2011      | Drive                                  | Bernie Rose          | |
| 2015      | El Principito                          | Hombre de negocios   | voz |
| 2015      | Concussion                             | Dr. Cyril Wecht      | |
| 2016      | Buscando a Dory                        | Marlin               | - - Premio del Círculo de Críticos de Nueva York al mejor actor de reparto - Premio de la Asociación de Críticos Cinematográficos de Washington D. C. al mejor actor de reparto - Premio de la Sociedad de Críticos de Cine de Boston al mejor actor de reparto - Premio de la Sociedad de Críticos Cinematográficos de Houston al mejor actor de reparto |

## Premios y distinciones
Premios Óscar
| Año  | Categoría              | Película              | Resultado |
| ---- | ---------------------- | --------------------- | --------- |
| 1988 | Mejor actor de reparto | Al filo de la noticia | Nominado  |

Globos de Oro
| Año  | Categoría              | Película | Resultado |
| ---- | ---------------------- | -------- | --------- |
| 2011 | Mejor actor de reparto | Drive    | Candidato |

Independent Spirit Awards 
| Año  | Categoría              | Película | Resultado |
| ---- | ---------------------- | -------- | --------- |
| 2011 | Mejor Actor de Reparto | Drive    | Candidato |

Satellite Awards
| Año  | Categoría              | Película | Resultado |
| ---- | ---------------------- | -------- | --------- |
| 2011 | Mejor actor de reparto | Drive    | Ganador   |